# Pseudoneureclipsis josech
Pseudoneureclipsis josech är en nattsländeart som beskrevs av Malicky 1993. Pseudoneureclipsis josech ingår i släktet Pseudoneureclipsis och familjen fångstnätnattsländor. Inga underarter finns listade i Catalogue of Life.